# Medaglia commemorativa al valore morale alle famiglie che hanno subito la perdita di tre o più congiunti caduti in occasione del Primo conflitto mondiale
La Medaglia commemorativa al valore morale alle famiglie che hanno subito la perdita di tre o più congiunti caduti in occasione del Primo conflitto mondiale fu creata dal 
Decreto ministeriale 21 luglio 2011, n. 
È concessa, previa domanda del Comune di residenza dei Caduti, al Comune di residenza dei Caduti delle famiglie che hanno subito la perdita di tre o più congiunti caduti in occasione del Primo conflitto mondiale (1914-1918).
È consegnata agli interessati, nella sua regolamentare scatola blu di plastica con interno preformato di plastica vellutata azzurra.

## Insegne
La medaglia è portativa al Gonfalone comunale.

### Medaglia
La medaglia consiste in un disco in metallo color oro, del diametro di 40 mm, del peso di 25 g, con appiccagnolo e cerchietto di appensione, con:
- sul dritto/fronte un il logo ufficiale del 150º Anniversario dell'Unità d'Italia (solo le 3 bandiere italiane sopra le date "1861-2011") con la scritta "IL MINISTRO DELLA DIFESA" nella parte superiore e una stelletta militare, in rilievo, al centro nella parte inferiore;
- sul rovescio/retro la riproduzione dell'elmetto della Prima guerra mondiale ed i nomi e cognomi dei caduti in maiuscolo sulla circonferenza.

### Nastro
La medaglia è appesa ad un nastro di seta della larghezza di 37 mm, composto di una striscia verticale azzurra, fiancheggiata da 2 strisce verticali bianche e da 2 fasce laterali formate ciascuna da 3 strisce verticali con i colori della bandiera italiana alternati.
Ognuna delle 9 strisce dovrà essere, quindi, di poco più 4,11 mm.

## Comuni che potrebbero avere il conferimento della medaglia
La ricercatrice storica Silvia Musi ha condotto un monumentale spoglio dell'Albo d'Oro Caduti della Prima guerra mondiale individuando almeno 547 famiglie con 3 o più congiunti Caduti.
Di queste 1 famiglia con 5 Caduti, 34 famiglie con 4 Caduti e 512 famiglie con 3 Caduti.
La ricerca ha individuato anche i Comuni che potrebbero avere il conferimento della medaglia, che va richiesta dal Comune al Ministero della Difesa.
La ricerca è ancora "work in progress".